# 黃宗堅
黃宗堅，台灣學者、諮商心理師，曾任淡江大學教育心理與諮商研究所副教授、國立彰化師範大學教育學院院長、輔導與諮商學系系主任、台灣遊戲治療學會理事長、台灣沙遊治療學會常務理事等職務。其專長包含沙遊治療、釋夢工作、榮格心理分析等。2025年因涉及校園性侵案遭彰師大解聘。

## 簡介
1996年，黃宗堅藉著其博士論文獲國科會八十五學年度甲種研究獎勵。2001年，獲頒淡江大學教學特優教師獎勵，2003年起，連年獲頒淡江校內研究或教學優良獎勵。2018年，黃宗堅取得國際沙遊治療學會（ISST）的國際沙遊治療師認證。
2025年因職務之便，性侵在學生，經校內性平委員會調查確認屬實，依法解聘，且終身不得聘任為教師。8月4日，黃宗堅辭去台灣遊戲治療學會理事長、台灣沙遊治療學會常務理事。

## 著作
- 黃宗堅、吳東彥（2018）。家庭與婚姻諮商研究。載於蕭文、田秀蘭（主編），台灣輔導一甲子（頁 146-148）。臺北：心理出版社。
- 黃宗堅等校閱（2016）。創意式家族治療：家庭會談中和孩子工作的遊戲、藝術及表達式行動方案。台北：心理出版社。
- 黃宗堅（2009）。家人關係及其心理歷程。台北：學富文化。
- 朱惠英、黃宗堅譯（2007）。沙遊治療：研究與案例。台北：五南圖書。
- 黃宗堅、朱惠英（2006）。沙遊：通往靈性的心理治療取向。台北：五南圖書。